# Bui-Nationalpark

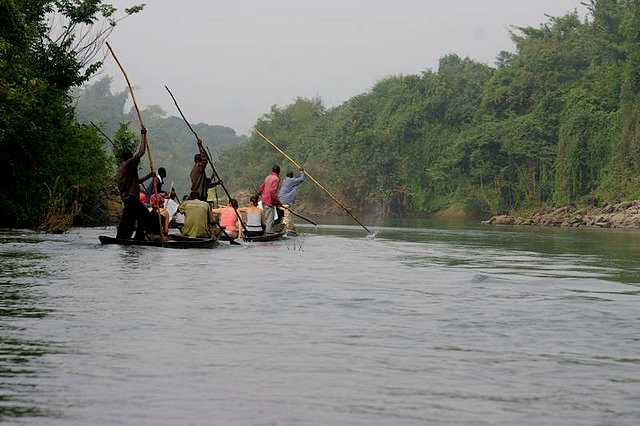
Bui-Nationalpark

Der Bui-Nationalpark ist ein Nationalpark in der Bono Region Ghanas. Der Park liegt in unmittelbarer Nähe der Grenze zur Elfenbeinküste. Mit seiner Größe von 2200 km² ist er der drittgrößte Nationalpark Ghanas und wird vom Schwarzen Volta durchflossen.
Der seit 1971 bestehende Bui-Nationalpark liegt wie der Mole-Nationalpark in Ghana in der Baum-Savanne. Der Park hat einen guten Bestand an Büffeln, Leoparden und Elefanten sowie viele Affenarten. In dem Abschnitt des Volta, der durch den Park fließt, leben auch größere Gruppen von Flusspferden.
Pläne lagen vor, nach denen der Bui-Nationalpark erheblich für den Tourismus ausgebaut werden soll. Allerdings wurde um 2012 ein Staudamm fertiggestellt, der einen großen Teil des Parks flutete. Die Flusspferde sind daher an den flacheren Flusslauf im Norden gewandert. Der Park hat damit an Wert für den Tourismus verloren.